# Ether
Bài này nói về ether như là một lớp chung các hợp chất hữu cơ. Đối với các nghĩa khác, xem bài ête (định hướng)

Cấu trúc chung của một ether. R và R¹ đại diện cho bất kỳ alkyl hoặc aryl nhóm thế

Ether là tên gọi chung cho một lớp hợp chất hữu cơ trong đó có chứa nhóm chức ether — nguyên tử oxy liên kết với hai (được thay thế) nhóm alkyl. Một ví dụ điển hình là dung môi và thuốc gây tê diethyl ether (ethoxyethan, CH3-CH2-O-CH2-CH3).

## Các cấu trúc tương tự
Không phải mọi hợp chất có công thức R-O-R' đều là các ether. Ether không nên nhầm lẫn với các lớp hợp chất hữu cơ sau có cùng một công thức cấu trúc tổng quát R-O-R'.
- Các hợp chất vòng thơm như furan trong đó nguyên tử oxy là một phần của vòng thơm.
- Các hợp chất trong đó một trong số các nguyên tử carbon tiếp ngay sau nguyên tử oxy được liên kết với oxy, nitơ hay lưu huỳnh:
  - Các ester R-C(=O)-O-R
  - Các acethal R-CH(-O-R)-O-R
  - Các aminal R-CH(-NH-R)-O-R
  - Các anhydride R-C(=O)-O-C(=O)-R

## Các ether bậc nhất, bậc hai, bậc ba
Các thuật ngữ "ether bậc nhất", "ether bậc hai" và "ether bậc ba" đôi khi được sử dụng và nó chỉ tới nguyên tử carbon ngay sau nguyên tử oxy của ether. Trong ether bậc nhất thì nguyên tử carbon này chỉ được nối với một nguyên tử carbon khác, như trong diethyl ether CH3-CH2-O-CH2-CH3. Ví dụ về ether bậc hai là diisopropyl ether (CH3)2CH-O-CH(CH3)2 và ví dụ về ether bậc ba là di-tert-butyl ether (CH3)3C-O-C(CH3)3.

dimethyl ether, ether bậc nhất, ether bậc hai và ether bậc ba.

## Các polyether
Polyether là các hợp chất có nhiều hơn một nhóm ether. Trong khi thuật ngữ này nói chung để chỉ tới các polymer như polyethylen glycol và polypropylen glycol, các hợp chất thấp phân tử như các ether lon đôi khi cũng có thể được gọi như thế.

## Tổng hợp
1. R-OH + R-OH → R-O-R + H2O
Phản ứng trực tiếp này cần các điều kiện mạnh (nhiệt và xúc tác acid) và thông thường không được áp dụng trong thực tế. Các điều kiện như thế có thể phá hủy các cấu trúc nhạy cảm của một số nhóm chức. Tồn tại một số phương pháp nhẹ nhàng hơn để sản xuất ether.
2. R-O- + R-X → R-O-R + X-
Phản ứng này gọi là tổng hợp ether Williamson. Nó bao gồm việc xử lý rượu gốc với các base mạnh để tạo ra anion alkoxide, tiếp theo là thêm một lượng vừa đủ hợp chất béo chứa nhóm thế thích hợp (R-X). Các nhóm thế thích hợp (X) bao gồm  iodide, bromide hay sulfonat. Phương pháp này chỉ cho kết quả tốt nhất đối với các nguyên tử carbon bậc nhất, do các nguyên tử carbon bậc hai sẽ tham gia phản ứng khử E2 khi tiếp xúc với các anion alkoxide gốc sử dụng trong phản ứng. Các ether gốc aryl có thể được điều chế theo phản ứng tổng hợp ether Ullmann.
3. R2C=CR2 + R-OH  → R2CH-C(-O-R)-R2 (xúc tác acid)

## Tính chất hoá học

Cấu trúc của diethyl ether peroxide dạng polyme

Ether là các hợp chất có phản ứng hóa học rất kém. Chúng chỉ bị thủy phân trong những điều kiện rất mạnh chẳng hạn đốt nóng với BF3 hay đun sôi trong HBr. Các acid vô cơ chứa halôgen thấp phân tử khác, chẳng hạn HCl cũng sẽ chia cắt các ether, nhưng rất chậm. Chỉ có HBr và HI là có thể chia cắt chúng với tốc độ nhận thấy được.
Các ether có thể phản ứng như là các base Lewis. Ví dụ, diethyl ether tạo ra phức chất với các hợp chất của bor, chẳng hạn như bor trifluoride diethyl etherat F3B:O(CH2CH3)2.
Các epoxide, hay các ether vòng trong các vòng ba thành viên, là rất dễ bị tổn thương trước các tấn công kiểu ái lực hạt nhân (nucleophil) và chúng phản ứng theo cách này.
Các ether bậc nhất và bậc hai với nhóm CH ngay sau nguyên tử oxy của ether dễ dàng tạo ra các peroxide hữu cơ có khả năng gây nổ cao (ví dụ diethyl ether peroxide) khi có mặt oxy, ánh sáng và kim loại cũng như các tạp chất aldehyde). Vì lý do này các ether như diethyl ether và THF thông thường không nên sử dụng làm dung môi trong các quy trình công nghiệp.
Ether có thể được dùng làm nhiên liệu
R-O-R’ + O2 -> CO2 + H2O
Điều này quan trọng vì các vùng/quốc gia có khí hậu lạnh như Alaska (Hoa Kỳ) hoặc Nga, Canada, hay các bang từ Washington đến Maine ( Hoa Kỳ) thường xuyên có nhiệt độ thấp trong mùa đông.
Ether có thể được khử thành hydrocarbon:
R – O – R’ + 2H2 -> R-H + R’-H + H2O (to, p, xúc tác Mo-Ni hoặc Co-Mo trên nền γ-alumina)

## Thuộc tính vật lý
Các phân tử ether không thể tạo ra các liên kết hydro với nhau, vì thế kết quả là chúng có điểm sôi tương đối thấp khi so sánh với các alcohol tương tự. Các ether là không ưa nước hơn nhiều so với các ester hay amide với cấu trúc tương tự.

## Danh pháp

### Tên thông thường
Tên thông thường của ether chính là tên gốc - chức, xác định bằng cách gọi tên hai nhóm thế liên kết với nguyên tử oxy.
Theo một số tài liệu, thứ tự gọi tên hai nhóm thế trong tên thông thường phụ thuộc vào sự đơn giản của nhóm. Nghĩa là nhóm thế đơn giản hơn sẽ đứng trước. Ví dụ: CH3-O-CH2-CH3 là methyl ethyl ether.
Tuy nhiên, theo khuyến nghị của IUPAC, thứ tự hai nhóm thế lại phụ thuộc vào bảng chữ cái. Khi đó, methyl ethyl ether sẽ trở thành ethyl methyl ether.
Một số ether có tên thông thường mà không phải tên gốc - chức, như diethyl ether gọi là ether, methyl phenyl ether gọi là anisole, epoxyethan gọi là oxiran.

### Danh pháp IUPAC
Trong hệ thống danh pháp IUPAC, các ether được đặt tên theo nguyên tắc chung "alk-oxy-alkan", ví dụ CH3-CH2-O-CH3 là methoxyethan. Nếu ether là một phần của các phân tử phức tạp hơn thì nó được miêu tả như là gốc thay thế alkoxy, vì thế -OCH3 có thể coi như là nhóm "methoxy-". 

## Các ether quan trọng
- ethylen oxide (epoxide), là ether vòng nhỏ nhất:
- dimethyl ether, chất đẩy trong các bình xịt:
- Diethyl ether, một dung môi thông dụng có điểm sôi thấp:
- dimethoxyethan, dung môi có điểm sôi cao:
- dioxan, ether vòng có điểm sôi cao:
- THF, một ether vòng, một trong các ether phân cực đơn giản nhất được sử dụng làm dung môi:
- Anisol (methoxybenzen), thành phần chính của tinh dầu hồi:
- Các crown ether, các polyether vòng được sử dụng như là các chất xúc tác chuyển pha:
- Polyethylen glycol, polyether thẳng, được sử dụng trong mỹ phẩm: